# Championnat du Guatemala de football 1961-1962
Navigation
Saison précédente Saison suivante
La Liga Nacional 1961-1962 est la onzième édition de la première division guatémaltèque.
Lors de ce tournoi, le CSD Comunicaciones a tenté de conserver son titre de champion du Guatemala face aux vingt-trois meilleurs clubs guatémaltèques.
À la suite des nombreuses perturbations que connaît le football guatémaltèque dans les années 1960, le format de ce championnat avait pour but de régulariser la situation des divisions supérieures. Ainsi chacun des vingt-quatre clubs participant était confronté deux fois aux sept autres équipes de son groupe. Puis les douze meilleures se sont affrontées deux fois de plus en fin de saison pour désigner le champion.
Seulement une place était qualificative pour la Coupe des champions de la CONCACAF

## Les 24 clubs participants
| \| Guatemala: Aurora FC Aviateca CSD Comunicaciones Gallo IGSS IRCA CSD Municipal Tipografía Nacional Universidad SC Deportivo Amatitlán Antigua GFC Guatemala Deportivo Chichicaste Cobán Imperial Juventud Escuintleca Deportivo Huehuetenango Club Deportivo Lists of city flags Deportivo Marquense Deportivo Quiché Juventud Retalteca CSD Sacachispas Deportivo Suchitepéquez Xelaju MC Deportivo Zacapa \| Localisation des clubs engagés dans le championnat. |
| Guatemala: Aurora FC Aviateca CSD Comunicaciones Gallo IGSS IRCA CSD Municipal Tipografía Nacional Universidad SC Deportivo Amatitlán Antigua GFC Guatemala Deportivo Chichicaste Cobán Imperial Juventud Escuintleca Deportivo Huehuetenango Club Deportivo Lists of city flags Deportivo Marquense Deportivo Quiché Juventud Retalteca CSD Sacachispas Deportivo Suchitepéquez Xelaju MC Deportivo Zacapa                                                           |

Ce tableau présente les vingt-quatre équipes qualifiées pour disputer le championnat 1961-1962. On y trouve le nom des clubs, le nom des stades dans lesquels ils évoluent ainsi que la capacité et la localisation de ces derniers.
| Club                               | Stade                            | Capacité          | Ville                 |
| Deportivo Amatitlán                | Stade Municipal Amatitlan        | 12 000            | Amatitlán             |
| Antigua GFC                        | Stade Pensativo                  | 10 000            | Antigua Guatemala     |
| Aurora FC                          | Stade de l'Ejército              | 13 300            | Guatemala City        |
| Aviateca                           | Stade inconnu                    | Capacité inconnue | Guatemala City        |
| Deportivo Chichicaste              | Stade inconnu                    | Capacité inconnue | Chichicaste           |
| Cobán Imperial                     | Stade Verapaz                    | 15 000            | Cobán                 |
| CSD Comunicaciones                 | Stade Mateo Flores               | 30 000            | Guatemala City        |
| Juventud Escuintleca               | Stade Ricardo Muñoz Gálvez       | 3 000             | Escuintla             |
| Gallo                              | Stade inconnu                    | Capacité inconnue | Guatemala City        |
| Deportivo Huehuetenango            | Stade inconnu                    | Capacité inconnue | Huehuetenango         |
| IGSS                               | Stade inconnu                    | Capacité inconnue | Guatemala City        |
| IRCA                               | Stade inconnu                    | Capacité inconnue | Guatemala City        |
| Deportivo Marquense                | Stade Marquesa de la Ensenada    | 10 000            | San Marcos            |
| CSD Municipal                      | Stade Mateo Flores               | 30 000            | Guatemala City        |
| Deportivo Quiché                   | Stade inconnu                    | Capacité inconnue | Santa Cruz del Quiché |
| Juventud Retalteca                 | Stade Óscar Monterroso Izaguirre | 8 000             | Retalhuleu            |
| Deportivo Rosario                  | Stade inconnu                    | Capacité inconnue | Ville inconnue        |
| CSD Sacachispas (en)               | Stade Las Victorias              | 9 000             | Chiquimula            |
| Club Deportivo Lists of city flags | Stade Sicay Paz                  | 10 000            | Siquinalá             |
| Deportivo Suchitepéquez            | Stade Carlos Salazar Hijo        | 12 000            | Mazatenango           |
| Tipografía Nacional                | Stade La Pedrera                 | Capacité inconnue | Guatemala City        |
| Universidad SC                     | Stade de la Revolución           | 5 000             | Guatemala City        |
| Xelaju MC                          | Stade Mario Camposeco            | 11 000            | Quetzaltenango        |
| Deportivo Zacapa                   | Stade David Ordoñez Bardales     | 10 000            | Zacapa                |

## Compétition
La compétition se déroule en deux phases :
- La première phase : quatorze journées de championnat.
- La seconde phase : vingt-deux journées de championnat entre les douze meilleures équipes de la première phase.

### Première phase
Les vingt-quatre équipes affrontent à deux reprises les sept autres équipes de leur groupe selon un calendrier tiré aléatoirement.
Les quatre premiers de chaque groupe sont qualifiés pour la seconde phase du championnat et les quatre derniers sont relégués en Primera División de Guatemala.
Le classement est établi sur l'ancien barème de points (victoire à 2 points, match nul à 1, défaite à 0).
Le départage final se fait selon les critères suivants :
- Le nombre de points.
- La différence de buts générale.
- Le nombre de buts marqué.

#### Classement
| Rang | Équipe                               | Pts | J  | G  | N | P  | Bp | Bc | Diff |
| ---- | ------------------------------------ | --- | -- | -- | - | -- | -- | -- | ---- |
| 1    | CSD Comunicaciones T                 | 22  | 14 | 11 | 0 | 3  | 42 | 12 | +30  |
| 2    | Aurora FC                            | 22  | 14 | 9  | 4 | 1  | 34 | 15 | +19  |
| 3    | Club Deportivo Lists of city flags P | 15  | 14 | 7  | 1 | 6  | 28 | 31 | -3   |
| 4    | CSD Sacachispas (en) P               | 14  | 14 | 7  | 0 | 7  | 29 | 23 | +6   |
| 5    | Cobán Imperial P                     | 13  | 14 | 6  | 1 | 7  | 25 | 31 | -6   |
| 6    | Gallo                                | 12  | 14 | 5  | 2 | 7  | 25 | 25 | 0    |
| 7    | Deportivo Chichicaste                | 11  | 14 | 5  | 1 | 8  | 16 | 30 | -14  |
| 8    | Deportivo Amatitlán                  | 3   | 14 | 1  | 1 | 12 | 16 | 48 | -32  |

| Rang | Équipe                    | Pts | J  | G | N | P  | Bp | Bc | Diff |
| ---- | ------------------------- | --- | -- | - | - | -- | -- | -- | ---- |
| 1    | Deportivo Zacapa          | 20  | 14 | 7 | 6 | 1  | 24 | 12 | +12  |
| 2    | Universidad SC            | 19  | 14 | 7 | 5 | 2  | 45 | 18 | +27  |
| 3    | Juventud Escuintleca      | 19  | 14 | 7 | 5 | 2  | 36 | 20 | +16  |
| 4    | CSD Municipal             | 18  | 14 | 7 | 4 | 3  | 43 | 22 | +21  |
| 5    | IGSS                      | 14  | 14 | 6 | 2 | 6  | 32 | 34 | -2   |
| 6    | Juventud Retalteca        | 11  | 14 | 5 | 1 | 8  | 36 | 54 | -18  |
| 7    | Deportivo Suchitepéquez P | 10  | 14 | 4 | 2 | 8  | 26 | 36 | -10  |
| 8    | Aviateca P                | 1   | 14 | 0 | 1 | 13 | 18 | 64 | -46  |

| Rang | Équipe                    | Pts | J  | G | N | P  | Bp | Bc | Diff |
| ---- | ------------------------- | --- | -- | - | - | -- | -- | -- | ---- |
| 1    | Antigua GFC               | 20  | 14 | 8 | 4 | 2  | 27 | 15 | +12  |
| 2    | IRCA P                    | 19  | 14 | 8 | 3 | 3  | 24 | 12 | +12  |
| 3    | Xelaju MC                 | 18  | 14 | 8 | 2 | 4  | 32 | 20 | +12  |
| 4    | Tipografía Nacional       | 17  | 14 | 7 | 3 | 4  | 25 | 19 | +6   |
| 5    | Deportivo Marquense P     | 12  | 14 | 4 | 4 | 6  | 17 | 24 | -7   |
| 6    | Deportivo Rosario P       | 12  | 14 | 5 | 2 | 7  | 22 | 29 | -7   |
| 7    | Deportivo Quiché          | 8   | 14 | 2 | 4 | 8  | 21 | 34 | -13  |
| 8    | Deportivo Huehuetenango P | 6   | 14 | 2 | 2 | 10 | 16 | 31 | -15  |

| Légende : Qualifications et relégations | Légende : Qualifications et relégations          |
| --------------------------------------- | ------------------------------------------------ |
|                                         | Qualifié pour la seconde phase du championnat    |
|                                         | Relégué en Primera División de Guatemala         |
|                                         | T Tenant du titre P Promu de la saison 1959-1960 |

### Seconde phase
Lors de la seconde phase les douze équipes qualifiées affrontent à deux reprises les onze autres équipes selon un calendrier tiré aléatoirement.
Le premier est sacré champion du Guatemala alors que les deux derniers sont relégués en Primera División de Guatemala.
Le classement est établi sur l'ancien barème de points (victoire à 2 points, match nul à 1, défaite à 0).
Le départage final se fait selon les critères suivants :
- Le nombre de points.
- La différence de buts générale.
- Le nombre de buts marqué.

| Rang | Équipe                               | Pts | J  | G  | N | P  | Bp | Bc | Diff |
| ---- | ------------------------------------ | --- | -- | -- | - | -- | -- | -- | ---- |
| 1    | Xelaju MC                            | 31  | 22 | 13 | 5 | 4  | 50 | 32 | +18  |
| 2    | CSD Comunicaciones T                 | 29  | 22 | 13 | 3 | 6  | 38 | 26 | +12  |
| 3    | CSD Municipal                        | 26  | 22 | 10 | 6 | 6  | 50 | 28 | +22  |
| 4    | CSD Sacachispas (en) P               | 25  | 22 | 10 | 5 | 7  | 48 | 35 | +13  |
| 5    | Aurora FC                            | 23  | 22 | 10 | 3 | 9  | 39 | 33 | +6   |
| 6    | Tipografía Nacional                  | 22  | 22 | 8  | 6 | 8  | 42 | 43 | -1   |
| 7    | IRCA P                               | 20  | 22 | 7  | 6 | 9  | 21 | 28 | -7   |
| 8    | Universidad SC                       | 19  | 22 | 6  | 7 | 9  | 33 | 39 | -6   |
| 9    | Juventud Escuintleca                 | 19  | 22 | 8  | 3 | 11 | 40 | 47 | -7   |
| 10   | Antigua GFC                          | 19  | 22 | 7  | 5 | 10 | 39 | 49 | -10  |
| 11   | Deportivo Zacapa                     | 19  | 22 | 7  | 5 | 10 | 34 | 48 | -14  |
| 12   | Club Deportivo Lists of city flags P | 12  | 22 | 4  | 4 | 14 | 13 | 39 | -26  |

| Légende : Qualifications et relégations | Légende : Qualifications et relégations                             |
| --------------------------------------- | ------------------------------------------------------------------- |
|                                         | Coupe des champions de la CONCACAF 1963 (1er Tour de qualification) |
|                                         | Relégué en Primera División de Guatemala                            |
|                                         | T Tenant du titre P Promu de la saison 1959-1960                    |

## Bilan du tournoi
| Championnat du Guatemala de football 1961-1962           |                                    |
| Champion                                                 | Xelaju MC                          |
| Dauphin                                                  | CSD Comunicaciones                 |
| Coupes et trophées                                       |                                    |
| Vainqueur Copa de Guatemala 1963                         | Xelaju MC                          |
| Qualifications continentales                             |                                    |
| Coupe des champions 1963 (Premier tour de qualification) | Xelaju MC                          |
| Promotions et relégations                                |                                    |
| Promus en Liga Nacional de Guatemala                     | IGSS                               |
| Promus en Liga Nacional de Guatemala                     | Deportivo Marquense                |
| Relégués en Primera División de Guatemala                | Cobán Imperial                     |
| Relégués en Primera División de Guatemala                | Gallo                              |
| Relégués en Primera División de Guatemala                | Deportivo Chichicaste              |
| Relégués en Primera División de Guatemala                | Club Deportivo Lists of city flags |
| Relégués en Primera División de Guatemala                | IGSS                               |
| Relégués en Primera División de Guatemala                | Juventud Retalteca                 |
| Relégués en Primera División de Guatemala                | Deportivo Suchitepéquez            |
| Relégués en Primera División de Guatemala                | Aviateca                           |